# دلف
دلف (به آلمانی: Delve) یک شهر در آلمان است که در دیمارشن واقع شده‌است. دلف ۷۳۰ نفر جمعیت دارد.